# 庫皮什基斯區
庫皮什基斯區是立陶宛帕內韋日斯縣内的市镇，行政中心为庫皮什基斯市。市镇面積为1,080平方公里，2020年人口数量为16,356人。